# کوجیولا
کوجیولا (به ایتالیایی: Coggiola) یک کومونه در ایتالیا است که در استان بیه‌لا واقع شده‌است.

## خصوصیات
کوجیولا ۲۳٫۷ کیلومترمربع مساحت و ۲٬۲۸۵ نفر جمعیت دارد.

## خواهرخوانده
شهر La Fare-les-Oliviers خواهرخواندهٔ کوجیولا هست.